# 1603
Évszázadok: 16. század – 17. század – 18. század
Évtizedek: 1550-es évek – 1560-as évek – 1570-es évek – 1580-as évek – 1590-es évek – 1600-as évek – 1610-es évek – 1620-as évek – 1630-as évek – 1640-es évek – 1650-es évek
Évek: 1598 – 1599 – 1600 – 1601 –  1602 – 1603 – 1604 – 1605 – 1606 – 1607 – 1608

## Események

### Határozott dátumú események
- január 15. – A gyulafehérvári országgyűlésen a rendek hűséget esküsznek I. Rudolfnak.[1]
- március 10. – Ítélet születik Illésházy István hűtlenségi perében. (Illésházy Lengyelországba menekült.)[1]
- július 17. – A brassói csatában Radu Șerban havasalföldi fejedelem győzelmet arat Székely Mózes erdélyi fejedelem serege felett.[2]

### Határozatlan dátumú események
- az év folyamán – Holland kézbe kerül az első délkelet-ázsiai kereskedelmi lerakat, a nyugat-jávai Bantam(wd).[3]

## Születések
- március 19. – IV. János, portugál király († 1656)
- április 19. – Michel Le Tellier, francia államférfi († 1685)
- június 17. – Copertinói Szent József, olasz szent, a pilóták, légi utasok, valamint az elmezavaros betegek és gyenge tanulmányi előmenetelű diákok védőszentje († 1663)
- augusztus 9. – Johannes Coccejus, holland teológus († 1669)
- augusztus 17. – Lennart Torstenson, Ortala grófja, svéd tábornok († 1651)
- október 10. – Abel Janszoon Tasman, holland felfedező, hajós és kereskedő († 1659)
- Bizonytalan dátum – Valentin Conrart, francia író, a Francia Akadémia egyik alapítója († 1659)

## Halálozások
- március 24. – I. Erzsébet angol királynő[4] (* 1533)
- július 17. – Székely Mózes (erdélyi fejedelem) elesik a brassói csatában.[2] (* 1553 körül)
- október 25. – Kakas István erdélyi nemes, diplomata  (* 1558 körül)[5]
- december 22. – III. Mehmed, az Oszmán Birodalom 13. szultánja (* 1566)